# Handball-Weltmeisterschaft der Frauen 2009
Die 19. Handball-Weltmeisterschaft der Frauen wurde vom 5. bis 20. Dezember 2009 in der Provinz Jiangsu in der Volksrepublik China ausgetragen. Spielorte waren Nanjing, Changzhou, Suzhou, Wuxi, Yangzhou und Zhangjiagang.
Insgesamt traten 24 Mannschaften in Vorrunde und Hauptrunde in Gruppen gegeneinander an. Danach folgten die Finalrunde mit Halbfinale und Finale sowie Platzierungsspiele um die restlichen Plätze.

## Spielorte
| Stadt        | Halle                               | Kapazität |
| ------------ | ----------------------------------- | --------- |
| Nanjing      | Nanjing Olympic Sports Center Gym   | 13.000    |
| Wuxi         | Wuxi Sports Center Gym              | 7155      |
| Changzhou    | Changzhou Olympic Sports Center Gym | 6000      |
| Suzhou       | Suzhou Sports Center Gym            | 6000      |
| Yangzhou     | Yangzhou Sports Center Gym          | 5500      |
| Zhangjiagang | Zhangjiagang Sports Center Gym      | 3750      |

## Teilnehmer, Qualifikation
| Europa (11 Teilnehmer) | Europa (11 Teilnehmer)                    | Europa (11 Teilnehmer)                    |
| ---------------------- | ----------------------------------------- | ----------------------------------------- |
| Spanien                | Vize-Europameister 2008                   | Vize-Europameister 2008                   |
| Russland               | Weltmeister 2007                          | Weltmeister 2007                          |
| Norwegen               | Vize-Weltmeister 2007, Europameister 2008 | Vize-Weltmeister 2007, Europameister 2008 |
| Play-offs              |                                           |                                           |
| Slowenien              | 21:22, 22:33                              | Ungarn                                    |
| Schweden               | 24:17, 28:28                              | Montenegro                                |
| Serbien                | 24:29, 19:22                              | Deutschland                               |
| Kroatien               | 27:23, 24:33                              | Frankreich                                |
| Belarus                | 31:32, 32:38                              | Rumänien                                  |
| Nordmazedonien         | 32:28, 25:34                              | Österreich                                |
| Ukraine                | 27:21, 30:27                              | Niederlande                               |
| Portugal               | 21:38, 22:41                              | Dänemark                                  |

| Asien (5 Teilnehmer)      | Asien (5 Teilnehmer)                              |
| ------------------------- | ------------------------------------------------- |
| Thailand                  | Qualifiziert durch Asienmeisterschaft 2008        |
| Japan                     | Qualifiziert durch Asienmeisterschaft 2008        |
| Kasachstan                | Qualifiziert durch Asienmeisterschaft 2008        |
| Südkorea                  | Qualifiziert durch Asienmeisterschaft 2008        |
| Volksrepublik China       | Gastgeber                                         |
| Panamerika (3 Teilnehmer) |                                                   |
| Brasilien                 | Qualifiziert durch Panamerikameisterschaft 2009   |
| Chile                     | Qualifiziert durch Panamerikameisterschaft 2009   |
| Argentinien               | Qualifiziert durch Panamerikameisterschaft 2009   |
| Afrika (4 Teilnehmer)     |                                                   |
| Angola                    | Qualifiziert durch Afrikameisterschaft            |
| Republik Kongo            | Qualifiziert durch Afrikameisterschaft            |
| Tunesien                  | Qualifiziert durch Afrikameisterschaft            |
| Elfenbeinküste            | Qualifiziert durch Afrikameisterschaft            |
| Ozeanien (1 Teilnehmer)   |                                                   |
| Australien                | Qualifiziert durch Ozeanien-Qualifikationsturnier |

### Gruppen-Auslosung
Nach der Qualifikation aller 24 Mannschaften wurde am 15. Juli 2009 in der IHF-Zentrale in Basel durch den Präsidenten des COC, Leon Kalin, die Auslosung der Gruppen vorgenommen.
Die Teams waren auf sechs Lostöpfe wie folgt verteilt:
1. Russland, Norwegen, Spanien, Deutschland
2. Rumänien, Frankreich, Südkorea, Angola
3. Österreich, Ungarn, China, Schweden
4. Ukraine, Dänemark, Elfenbeinküste, Japan
5. Thailand, Argentinien, Kongo, Tunesien
6. Brasilien, Kasachstan, Chile, Australien

Aus diesen Lostöpfen wurden die Teams auf die vier Vorrunden-Gruppen A bis D gelost.

## Vorrunde
Die besten drei Teams jeder Gruppe qualifizierten sich für die Hauptrunde.
Alle Zeitangaben beziehen sich auf die Ortszeit (UTC+8), die Differenz zur mitteleuropäischen Zeit beträgt sieben Stunden.

### Gruppe A
Die Spiele der Gruppe A fanden in Wuxi statt.
| Pl. | Land        | Tore      | Punkte |
| --- | ----------- | --------- | ------ |
| 1   | Dänemark    | 139 : 114 | 8      |
| 2   | Frankreich  | 117 : 104 | 6      |
| 3   | Deutschland | 142 : 136 | 6      |
| 4   | Schweden    | 129 : 121 | 6      |
| 5   | Brasilien   | 132 : 134 | 4      |
| 6   | Kongo       | 116 : 166 | 0      |

### Gruppe B
Die Spiele der Gruppe B fanden in Zhangjiagang statt.
| Pl. | Land       | Tore      | Punkte |
| --- | ---------- | --------- | ------ |
| 1   | Russland   | 175 : 074 | 10     |
| 2   | Österreich | 175 : 106 | 6      |
| 3   | Angola     | 145 : 096 | 6      |
| 4   | Ukraine    | 151 : 106 | 6      |
| 5   | Thailand   | 073 : 192 | 2      |
| 6   | Australien | 052 : 197 | 0      |

### Gruppe C
Suzhou war Austragungsort der Spiele der Gruppe C.
| Pl. | Land     | Tore      | Punkte |
| --- | -------- | --------- | ------ |
| 1   | Norwegen | 164 : 102 | 10     |
| 2   | Rumänien | 182 : 117 | 8      |
| 3   | Ungarn   | 160 : 123 | 6      |
| 4   | Japan    | 144 : 156 | 3      |
| 5   | Tunesien | 137 : 155 | 3      |
| 6   | Chile    | 081 : 215 | 0      |

### Gruppe D
Die Spiele der Gruppe D fanden in Changzhou statt.
| Pl. | Land           | Tore      | Punkte |
| --- | -------------- | --------- | ------ |
| 1   | Spanien        | 147 : 084 | 10     |
| 2   | Südkorea       | 170 : 115 | 8      |
| 3   | China          | 123 : 109 | 6      |
| 4   | Elfenbeinküste | 114 : 140 | 3      |
| 5   | Kasachstan     | 096 : 148 | 2      |
| 6   | Argentinien    | 088 : 142 | 1      |

## President’s Cup
Die Mannschaften, die nicht die Hauptrunde erreichten, spielten im President’s Cup die Plätze 13 bis 24 aus.

### Gruppe PC I
Die Spiele der Gruppe PC I fanden in Wuxi statt.
| Pl. | Land       | Tore      | Punkte  |
| --- | ---------- | --------- | ------- |
| 1.  | Schweden   | 203 : 112 | 10 : 0  |
| 2.  | Brasilien  | 184 : 115 | 08 : 02 |
| 3.  | Ukraine    | 180 : 120 | 06 : 04 |
| 4.  | Kongo      | 142 : 148 | 04 : 06 |
| 5.  | Thailand   | 099 : 184 | 02 : 08 |
| 6.  | Australien | 080 : 209 | 0 : 10  |

### Gruppe PC II
Die Spiele der Gruppe PC II fanden in Zhangjiagang statt.
| Pl. | Land           | Tore      | Punkte  |
| --- | -------------- | --------- | ------- |
| 1.  | Tunesien       | 169 : 116 | 09 : 01 |
| 2.  | Japan          | 158 : 123 | 07 : 03 |
| 3.  | Elfenbeinküste | 135 : 131 | 05 : 05 |
| 4.  | Argentinien    | 112 : 119 | 05 : 05 |
| 5.  | Kasachstan     | 119 : 146 | 04 : 06 |
| 6.  | Chile          | 096 : 154 | 0 : 10  |

### Platzierungsspiele 13–24
Die Platzierungsspiele um die Plätze 19–24 und 13–18 fanden in Wuxi und Zhangjiagang statt.
| Plätze 23 und 24 | Spielbericht | 15. Dezember 2009, Di. 14:00 Uhr | Australien | – Chile          | 21 : 31 (06 : 14)                | 25 Zuschauer  |
| Plätze 21 und 22 | Spielbericht | 15. Dezember 2009, Di. 16:30 Uhr | Thailand   | – Kasachstan     | 27 : 23 (13 : 13)                | 43 Zuschauer  |
| Plätze 19 und 20 | Spielbericht | 15. Dezember 2009, Di. 19:00 Uhr | Kongo      | – Argentinien    | 26 : 35 (09 : 18)                | 200 Zuschauer |
| Plätze 17 und 18 | Spielbericht | 15. Dezember 2009, Di. 14:00 Uhr | Ukraine    | – Elfenbeinküste | 34 : 29 (13 : 11)                | 100 Zuschauer |
| Plätze 15 und 16 | Spielbericht | 15. Dezember 2009, Di. 16:30 Uhr | Brasilien  | – Japan          | 31 : 29 (19 : 17)                | 100 Zuschauer |
| Plätze 13 und 14 | Spielbericht | 15. Dezember 2009, Di. 19:00 Uhr | Schweden   | – Tunesien       | 33 : 31 (26 : 26, 12 : 10) n. V. | 100 Zuschauer |

## Hauptrunde
In der Gruppe I der Hauptrunde spielten die jeweils drei besten Mannschaften der Gruppen A und B, in der Gruppe II die drei besten Mannschaften der Gruppen C und D. Die in der Vorrunde gegen ebenfalls für die Hauptrunde qualifizierte Mannschaften derselben Vorrundengruppe erzielten Punkte wurden in die Hauptrunde mitgenommen. Die Mannschaften spielten jeweils nur noch gegen die aus der jeweils anderen Gruppe qualifizierten Teams. Die beiden besten Mannschaften jeder Gruppe erreichten das Halbfinale.

### Gruppe I
Die Spiele der Gruppe I fanden in Yangzhou statt.
| Pl. | Land        | Tore      | Punkte  |
| --- | ----------- | --------- | ------- |
| 1.  | Frankreich  | 137 : 106 | 08 : 02 |
| 2.  | Russland    | 142 : 111 | 08 : 02 |
| 3.  | Dänemark    | 129 : 127 | 06 : 04 |
| 4.  | Deutschland | 117 : 137 | 04 : 06 |
| 5.  | Österreich  | 120 : 147 | 02 : 08 |
| 6.  | Angola      | 115 : 132 | 02 : 08 |

### Gruppe II
Die Spiele der Gruppe II fanden in Suzhou statt.
| Pl. | Land     | Tore      | Punkte  |
| --- | -------- | --------- | ------- |
| 1.  | Norwegen | 138 : 114 | 08 : 02 |
| 2.  | Spanien  | 126 : 112 | 07 : 03 |
| 3.  | Südkorea | 150 : 142 | 06 : 04 |
| 4.  | Rumänien | 153 : 129 | 05 : 05 |
| 5.  | Ungarn   | 118 : 126 | 04 : 06 |
| 6.  | China    | 096 : 159 | 0 : 10  |

## Endrunde um die Plätze 1–12

### Platzierungsspiele 5–12
Die Platzierungsspiele fanden in Suzhou statt.
| Plätze 11 und 12 | Spielbericht | 17. Dezember 2009, Mi. 16:00 Uhr | Angola      | – China    | 26 : 25 (14 : 14) | 500 Zuschauer |
| Plätze 9 und 10  | Spielbericht | 17. Dezember 2009, Mi. 13:30 Uhr | Österreich  | – Ungarn   | 25 : 41 (15 : 17) | 200 Zuschauer |
| Plätze 7 und 8   | Spielbericht | 17. Dezember 2009, Mi. 18:30 Uhr | Deutschland | – Rumänien | 35 : 25 (20 : 13) | 500 Zuschauer |
| Plätze 5 und 6   | Spielbericht | 17. Dezember 2009, Mi. 21:00 Uhr | Dänemark    | – Südkorea | 33 : 31 (20 : 15) | 500 Zuschauer |

### Finalrunde
Die Spiele der Finalrunde fanden in Nanjing statt.
| Halbfinalspiel 1 | Spielbericht | 18. Dezember 2009, Do. 18:30 Uhr | Frankreich | – Spanien  | 27 : 23 (12 : 10) | 6.000 Zuschauer  |
| Halbfinalspiel 2 | Spielbericht | 18. Dezember 2009, Do. 21:15 Uhr | Norwegen   | – Russland | 20 : 28 (12 : 17) | 6.500 Zuschauer  |
| Plätze 3 und 4   | Spielbericht | 20. Dezember 2009, Sa. 16:30 Uhr | Spanien    | – Norwegen | 26 : 31 (09 : 15) | 10.000 Zuschauer |
| Finale           | Spielbericht | 20. Dezember 2009, Sa. 19:00 Uhr | Frankreich | – Russland | 22 : 25 (11 : 14) | 13.000 Zuschauer |

## Platzierungen
| Rang | Nation      | Tore      | Diff  | Punkte  |
| ---- | ----------- | --------- | ----- | ------- |
| 1.   | Russland    | 315 : 187 | + 128 | 18 : 02 |
| 2.   | Frankreich  | 258 : 219 | + 039 | 14 : 06 |
| 3.   | Norwegen    | 303 : 227 | + 076 | 16 : 04 |
| 4.   | Spanien     | 267 : 215 | + 052 | 13 : 07 |
| 5.   | Dänemark    | 250 : 230 | + 020 | 12 : 06 |
| 6.   | Südkorea    | 291 : 237 | + 054 | 12 : 06 |
| 7.   | Deutschland | 253 : 242 | + 011 | 12 : 06 |
| 8.   | Rumänien    | 306 : 231 | + 075 | 11 : 07 |
| 9.   | Ungarn      | 275 : 218 | + 057 | 12 : 06 |
| 10.  | Österreich  | 273 : 241 | + 032 | 06 : 12 |
| 11.  | Angola      | 244 : 202 | + 042 | 10 : 08 |
| 12.  | China       | 207 : 234 | − 027 | 06 : 12 |

| Rang | Nation         | Tore      | Diff  | Punkte  |
| ---- | -------------- | --------- | ----- | ------- |
| 13.  | Schweden       | 311 : 222 | + 089 | 14 : 04 |
| 14.  | Tunesien       | 272 : 257 | + 015 | 09 : 09 |
| 15.  | Brasilien      | 288 : 224 | + 064 | 12 : 06 |
| 16.  | Japan          | 262 : 260 | + 02  | 07 : 11 |
| 17.  | Ukraine        | 284 : 235 | + 049 | 10 : 08 |
| 18.  | Elfenbeinküste | 229 : 264 | − 035 | 05 : 13 |
| 19.  | Argentinien    | 192 : 240 | − 048 | 07 : 11 |
| 20.  | Kongo          | 237 : 285 | − 048 | 04 : 14 |
| 21.  | Thailand       | 161 : 340 | − 179 | 04 : 14 |
| 22.  | Kasachstan     | 188 : 267 | − 079 | 04 : 14 |
| 23.  | Chile          | 173 : 318 | − 145 | 02 : 16 |
| 24.  | Australien     | 128 : 372 | − 244 | 0 : 18  |

## Allstar-Team
| Position              | Name                          | Nation     |
| --------------------- | ----------------------------- | ---------- |
| Tor                   | Inna Suslina                  | Russland   |
| Linksaußen            | Camilla Herrem                | Norwegen   |
| Rückraum links        | Mariama Signaté               | Frankreich |
| Rückraum Mitte        | Allison Pineau                | Frankreich |
| Rückraum rechts       | Marta Mangué                  | Spanien    |
| Rechtsaußen           | Linn-Kristin Riegelhuth Koren | Norwegen   |
| Kreis                 | Begoña Fernández              | Spanien    |
| Wertvollste Spielerin | Ljudmila Postnowa             | Russland   |

## Medaillen
Die Medaillen für die Plätze eins bis drei (Gold, Silber und Bronze) zeigen auf der einen Seite das Emblem der Weltmeisterschaft, welches Jasmin und eine stilisierte weibliche Handballspielerin kombiniert. Auf der anderen Seite ist das Maskottchen der Weltmeisterschaft, ein Rind, abgebildet, das für das chinesische Mondjahr steht.

## Fernsehübertragungen
In Deutschland berichtete der Sender Eurosport von der Handball-Weltmeisterschaft in China, geplant war die Live-Übertragung von 19 WM-Spielen, darunter alle Vorrundenspiele der deutschen Nationalmannschaft und das Finale.

## Aufgebote
Die Aufgebote zur Weltmeisterschaft mussten bis zum 4. Dezember 2009 benannt werden.

### Angola
Das vom Paulo Jorge de Moura Pereira trainierte angolanische Team besteht aus folgenden Spielerinnen:
Maria Odeth Tavares (Clube Desportivo 1. Agosto), Joelma Patricia Viegas (Clube Desportivo 1. Agosto), Anastasia Sibo (Atletico Petroleos Luanda), Elzira Tavares (Atletico Petroleos Luanda), Matilde Andre (Atletico Petroleos Luanda), Carolina Martene Morais (Clube Desportivo 1. Agosto), Constantina Paulo (Clube Desportivo 1. Agosto), Wuta Waco Bige Dombaxe (Clube Desportivo 1. Agosto), Luisa Kiala (Atletico Petroleos Luanda), Lurdes Marcelina Monteiro (Clube Desportivo 1. Agosto), Nelma Isabel Pedro (Clube Desportivo 1. Agosto), Natália Bernardo (Atletico Petroleos Luanda), Azenaide Carlos (Clube Desportivo 1. Agosto), Maria Rosa Pedro (Atletico Petroleos Luanda), Acilene Sebatiao (Atletico Petroleos Luanda), Cristina Branco (Clube Desportivo 1. Agosto).

### China
Das Team von Gastgeber China trat mit den folgenden, von Wang Xindong trainierten Spielerinnen an:
Xu Mo (Shanghai), Wei Qiuxiang (Jiangsu), Guo Wei (Heilongjiang), Wand Ru (Guangdong), Jiang Yingying (Shandong), Li Yao (Anhui), Wu Yin (Shanghai), Wang Shasha (Shandong), Lan Xiaoling (Jiangsu), Huang Hong (Anhui), Liu Xiaomei (Anhui), Li Weiwei (PLA), Zhao Jiangchuan (Shandong), Zhao Jiaqin (Jiangsu), Gong Yan (Anhui), Sha Zhengwen (Shanghai)

### Dänemark
Das von Jan Pytlick trainierte dänische Nationalteam besteht aus folgenden Spielerinnen:
Mette Melgaard (FCK Håndbold), Maibritt Kviesgaard (SK Aarhus), Mie Augustesen (Randers HK), Louise Mortensen (Aalborg DH), Camilla Dalby (Randers HK), Lene Lund Nielsen (Viborg HK), Karin Mortensen (SK Aarhus), Pernille Larsen (Odense GOG), Christina Pedersen (FCK Håndbold), Kamilla Kristensen (Odense GOG), Line Jørgensen (Odense GOG), Kristina Kristiansen (Team Tvis Holstebro), Trine Troelsen (SK Aarhus), Susanne Kastrup (KIF Vejen), Louise Pedersen (Odense GOG)

### Deutschland
Der Trainer der deutschen Mannschaft, Rainer Osmann, benannte den Kader am 28. November 2009.
Zum Kader gehören: Sabine Englert (FC Midtjylland), Katja Schülke (HC Leipzig), Clara Woltering (Bayer Leverkusen), Nadine Härdter (Thüringer HC), Isabell Klein (Buxtehuder SV), Ania Rösler (HC Leipzig), Mandy Hering (Frankfurter HC), Nina Wörz (Randers HK), Wiebke Kethorn (VfL Oldenburg), Anna Loerper (Bayer Leverkusen), Susann Müller (HC Leipzig), Sabrina Neukamp (ProVital Blomberg-Lippe), Franziska Mietzner (Frankfurter HC), Laura Steinbach (Bayer Leverkusen), Christine Beier (Frankfurter HC) und Anja Althaus (Viborg HK)

### Frankreich
Olivier Krumbholz nominierte als Trainer des französischen Teams folgende 15 Spielerinnen:
Amandine Leynaud (Metz HB), Cléopâtre Darleux (Metz HB), Amélie Goudjo (Bera Bera), Camille Ayglon (Metz HB), Allison Pineau (Metz HB), Claudine Mendy (Havre AC HB), Paule Baudouin (Esbjerg), Siraba Dembélé (Toulon / St Cyr Var HB), Audrey Deroin (Mios Biganos HB), Christine Vanparrys-Torres (Havre AC HB), Raphaëlle Tervel (Bera Bera), Marion Limal (Hypo Niederösterreich), Katty Piejos (Metz HB), Mariama Signaté (HBC Nîmes), Stéphanie Fiossonangaye (C. Dijon B.)

### Norwegen
Für Norwegen nominierte Trainer Þórir Hergeirsson die folgenden Spielerinnen:
Kari Aalvik Grimsbø, (Byåsen Elite), Terese Pedersen (Hypo Niederösterreich), Katrine Lunde Haraldsen (Viborg HK), Renate Urne (HC Leipzig), Heidi Løke (Larvik HK), Tonje Nøstvold (FC Midtjylland), Karoline Dyhre Breivang (Larvik HK), Kristine Lunde-Borgersen (Viborg HK), Kari Mette Johansen (Larvik HK), Marit Malm Frafjord (Byåsen Elite), Tonje Larsen (Larvik HK), Linn-Kristin Riegelhuth Koren (FCK Håndbold), Ida Alstad (Byåsen Elite), Tine Stange (Larvik HK), Anja Edin (Storhamar Håndball), Camilla Herrem (Byåsen Elite)

### Rumänien
Die von Radu Voina trainierte rumänische Nationalmannschaft trat mit folgenden Spielerinnen an:
Andreea Smedescu (CS Oltchim Râmnicu Vâlcea), Ramona Maier (CS Oltchim Râmnicu Vâlcea), Carmen Amariei (FCK Håndbold), Adriana Nechita (CS Oltchim Râmnicu Vâlcea), Cristina Neagu (CS Oltchim Râmnicu Vâlcea), Iulia Pușcașu (CS Oltchim Râmnicu Vâlcea), Ionela Stanca (CS Oltchim Râmnicu Vâlcea), Oana Manea (CS Oltchim Râmnicu Vâlcea), Paula Ungureanu (CS Oltchim Râmnicu Vâlcea), Cristina Vărzaru (Viborg HK), Ada Moldovan (HC Dunărea Brăila), Florentina Stanciu (UMF Stjarnan), Adina Fiera (CS Oltchim Râmnicu Vâlcea), Clara Vădineanu (CS Oltchim Râmnicu Vâlcea), Melinda Geiger (HCM Știința Baia Mare), Georgeta Narcisa Lecușanu (CS Oltchim Râmnicu Vâlcea)

### Russland
Für die russische Nationalmannschaft unter Trainer Jewgeni Wassiljewitsch Trefilow wurden folgende Spielerinnen nominiert:
Inna Jewgenjewna Suslina (Swesda Swenigorod), Ljudmila Grigorjewna Postnowa (Lada Toljatti), Tatjana Nikolajewna Dronina (Swesda Swenigorod), Jelena Wiktorowna Dmitrijewa (Swesda Swenigorod), Olga Sergejewna Lewina (Dinamo Wolgograd), Marina Wladimirowna Jarzewa (RostowDon), Ksenija Wladimirowna Makejewa (Dinamo Wolgograd), Maja Andrejewna Petrowa (RostowDon), Anna Sergejewna Sedoikina (Dinamo Wolgograd), Jekaterina Sergejewna Andrjuschina (Swesda Swenigorod), Nadeschda Konstantinowna Murawjowa (Lada Toljatti), Jekaterina Wladimirowna Wetkowa (Swesda Swenigorod), Wiktorija Jurjewna Schilinskaite (Lada Toljatti), Oxana Igorewna Koroljowa (Swesda Swenigorod), Emilija Chalsberijewna Turei (FCK Håndbold), Tatjana Jewgenjewna Chmyrowa (Dinamo Wolgograd)

### Österreich
Zur Weltmeisterschaft 2009 in China wurden vom österreichischen Verband die folgenden, von Herbert Müller und Mihaly Godor trainierten Spielerinnen nominiert:
Petra Blazek (Hypo Niederösterreich), Marina Budecevic (TV Mainzlar), Katharina Doppler (Greven 09), Katrin Engel (Bayer Leverkusen), Sonja Frey (MGA Handball), Romana Grausenburger (Hypo Niederösterreich), Julia Hämmerle (HC Lustenau), Karla Ivancok (Hypo Niederösterreich), Laura Magelinskas (TV Beyeröhde), Isabel Plach (Hypo Niederösterreich), Beate Scheffknecht (SG BBM Bietigheim), Natascha Schilk (Hypo Niederösterreich), Simona Spiridon (Győri Audi ETO KC), Nina Stumvoll (SC Greven 09), Sabrina Stumvol (SC Greven 09), Stephanie Subke (ohne Verein)

### Schweden
Für die schwedische Auswahl nominierte der Verband folgende Spielerinnen:
Gabriella Kain (Odense GOG), Cecilia Grubbström (IK Sävehof), Karin Isakson (IK Sävehof), Tina Flognman (Odense GOG), Matilda Boson (Aalborg DH), Sara Holmgren (HC Leipzig), Therese Islas Helgesson (Nordstrands IF), Jenny Wikensten (IK Sävehof), Petra Skogsberg (Odense GOG), Lisa Wirén (HC Leipzig), Johanna Ahlm (Viborg HK), Linnea Torstenson (Aalborg DH), Johanna Wiberg (FCK Håndbold), Isabelle Gulldén (IK Sävehof), Therese Wallter (Aalborg DH), Sabina Jacobsen (Lugi HF)

### Spanien
Für die spanische Auswahl nominierte Trainer Jorge Dueñas folgende Spielerinnen:
Mihaela Ciobanu (BM Elche), Cristina González (BM León), Elisabeth Pinedo (SD Itxako), Noelia Oncina (BM Parc Sagunt), Carmen Martín (Mar Alicante), Marta López (BM Alcobendas), Verónica Cuadrado (BM Parc Sagunt), Begoña Fernández (SD Itxako), Beatriz Fernández (BM Parc Sagunt), Marta Mangué (Team Esbjerg), Mari Cruz Asensi (Elda Prestigio)*, Elisabet Chávez (BM Parc Sagunt), Nely Carla Alberto (SD Itxako), Andrea Barnó (SD Itxako), Macarena Aguilar (SD Itxako), Nuria Benzal (BM Parc Sagunt) * am 17. November 2009 für die verletzte Nerea Pena (SD Itxako) nachnominiert

### Südkorea
Die von Kim Yin Soo trainierte südkoreanische Nationalmannschaft war mit folgenden Spielerinnen vertreten:
Ju Hui (Daegu City), Woo Sun-hee (Samcheok City), Kim Ona (Byucksan), Lee Eunbi (Busan), Nam Hyunhwa (Yongin City), Jund Jihae (Samcheok City), Kim Chayoun (Daegu City), Lee Seonmi (Yongin City), Moon Kyeongha (Gyeongsangnamdo), Yoo Hyunji (Samcheok City), Kang Jihey (Seoul City), Myoung Bokhee (Yongin City), Lee Minhee (Yongin City), Park Hyegyung (Seoul City), Ryu Eun-hee (Byucksan), Moon Pilhee (Byucksan)

### Ungarn
Ungarn trat mit den folgenden, von Eszter Mátéfi trainierten Spielerinnen an:
Melinda Pastrovics (Alcoa FKC), Szandra Zácsik (RK Krim Mercator), Orsolya Vérten (Győri Audi ETO KC), Zita Szucsánszki (FTC RightPhone), Anikó Kovacsics (Győri Audi ETO KC), Anita Bulath (DVSC-Korvex), Valéria Szabó (DVSC-Korvex), Orsolya Herr (Váci NKSE), Katalin Tóth (Mondi Békéscsabai ENK SE), Tímea Tóth (Váci NKSE), Ágnes Triffa (DVSC-Korvex), Bernadett Bódi (Mondi Békéscsabai ENK SE), Klára Szekeres (Mondi Békéscsabai ENK SE), Adrienn Orbán (Győri Audi ETO KC), Gabriella Juhász (DVSC-Korvex), Zsuzsanna Tomori (Győri Audi ETO KC)